# 卷叶杜鹃
卷叶杜鹃（学名：Rhododendron roxieanum）为杜鹃花科杜鹃花属下的一个种。

## 扩展阅读
- 維基物種上的相關：卷叶杜鹃